# 927Live
927 Live was het radionet van de VRT dat op 3 mei 2000 werd opgericht om de sportverslaggeving te verzorgen. Deze middengolfzender, te beluisteren op 927 AM, werd opgericht om Radio 1 te ontlasten van de vele sportuitzendingen 's avonds tijdens de week, vooral in de periode waarin de Champions League voetbal werd gespeeld. Op zaterdagavond en zondagnamiddag, neemt Radio 1 de uitzending van 927 Live wel nog over. Op 24 mei 2004 werd de naam van 927 Live veranderd in Sporza Radio, naar het gelijknamige tijdelijke derde televisienet en de website.